# Torneo del Interior B 2004
El Torneo del Interior B de 2004, también llamado "Torneo del Interior - Zona Ascenso 2004", fue la cuarta edición del segundo nivel del Torneo del Interior, competencia organizada por la Unión Argentina de Rugby que reúne a los mejores clubes de todas las uniones provinciales de la Argentina, excluyendo a la Unión de Rugby de Buenos Aires. Se llevó a cabo entre el 18 de septiembre y el 24 de octubre de 2004.
Esta fue la última edición del torneo en su versión original, con la Unión Argentina de Rugby decidiendo que en la siguiente temporada los clubes pasarían a clasificar de los torneo regionales al Nacional de Clubes B de forma directa. El torneo volvería a disputarse en la temporada 2009.
Tucumán Lawn Tennis se consagró campeón al derrotar 16 a 13 a Jockey Club de Villa María en la final, consiguiendo su primer título a nivel nacional y el primero para un equipo tucumano. La clasificación del club de Villa María fue la mejor participación a nivel nacional para un equipo del interior de la Provincia de Córdoba.

## Equipos participantes
Clasificaron al torneo 32 clubes, treinta provenientes de 13 uniones provinciales y dos de la Unión de Rugby del Uruguay.
| Club                       | Vía de clasificación                                                |
| -------------------------- | ------------------------------------------------------------------- |
| Santa Fe Rugby Club        | 5.° puesto en el Torneo Regional del Litoral 2004.                  |
| Provincial                 | 6.° puesto en el Torneo Regional del Litoral 2004.                  |
| Universitario de Santa Fe  | 7.° puesto en el Torneo Regional del Litoral 2004.                  |
| Los Caranchos              | 8.° puesto en el Torneo Regional del Litoral 2004.                  |
| CRAI                       | Campeón de la Zona Ascenso del Torneo Regional del Litoral 2004.    |
| Estudiantes de Paraná      | Subcampeón de la Zona Ascenso del Torneo Regional del Litoral 2004. |
| Teqüe                      | 3.° puesto en el Torneo Regional del Oeste 2004.                    |
| Liceo                      | 4.° puesto en el Torneo Regional del Oeste 2004.                    |
| Marista                    | 5.° puesto en el Torneo Regional del Oeste 2004.                    |
| Peumayén                   | 6.° puesto en el Torneo Regional del Oeste 2004.                    |
| UNSJ                       | 7.° puesto en el Torneo Regional del Oeste 2004.                    |
| Córdoba Rugby Club         | 5.° puesto en el Campeonato Oficial Cordobés 2003.                  |
| Universitario de Córdoba   | 6.° puesto en el Campeonato Oficial Cordobés 2004.                  |
| Jockey Club de Villa María | 7.° puesto en el Campeonato Oficial Cordobés 2004.                  |
| Jockey Club de Córdoba     | 8.° puesto en el Campeonato Oficial Cordobés 2004.                  |
| Tucumán Rugby Club         | 6.° puesto en el Torneo Regional del Noroeste 2004.                 |
| Lince                      | 7.° puesto en el Torneo Regional del Noroeste 2004.                 |
| Tucumán Lawn Tennis Club   | 8.° puesto en el Torneo Regional del Noroeste 2004.                 |
| Old Lions                  |                                                                     |
| Taragüy                    | Campeón del Torneo Regional del Nordeste 2004.                      |
| Aranduroga                 | 2.° puesto del Torneo Regional del Nordeste 2004.                   |
| San Patricio               | 3.° puesto en el Torneo Regional del Nordeste 2004.                 |
| Comercial                  | 2.° al 4.° puesto en el Torneo de la URMDP 2004.                    |
| Mar del Plata Club         | 2.° al 4.° puesto en el Torneo de la URMDP 2004.                    |
| Jockey Club (MDP)          | 2.° al 4.° puesto en el Torneo de la URMDP 2004.                    |
| Patoruzú Rugby Club        | Campeón del Torneo Austral de Rugby 2004.                           |
| Trelew Rugby Club          |                                                                     |
| Comodoro Rugby Club        |                                                                     |
| Sociedad Sportiva          | Campeón del Torneo Regional Bonaerense 2004.                        |
| El Nacional                | Subcampeón del Torneo Regional Bonaerense 2004.                     |
| Carrasco Polo              | Campeón del Campeonato Uruguayo 2003.                               |
| Old Christians             |                                                                     |

### Distribución geográfica de los equipos
| Unión                               | Cant. |
| ----------------------------------- | ----- |
| Unión Cordobesa de Rugby            | 4     |
| Unión de Rugby de Cuyo              | 4     |
| Unión de Rugby de Mar del Plata     | 3     |
| Unión de Rugby de Tucumán           | 3     |
| Unión de Rugby del Nordeste         | 3     |
| Unión Santafesina de Rugby          | 3     |
| Unión de Rugby de Rosario           | 2     |
| Unión de Rugby del Sur              | 2     |
| Unión de Rugby del Uruguay          | 2     |
| Unión de Rugby del Valle del Chubut | 2     |
| Unión de Rugby Austral              | 1     |
| Unión Entrerriana de Rugby          | 1     |
| Unión Sanjuanina de Rugby           | 1     |
| Unión Santiagueña de Rugby          | 1     |

| Jurisdicción                     | Cant. |
| -------------------------------- | ----- |
| Provincia de Buenos Aires        | 5     |
| Provincia de Santa Fe            | 5     |
| Provincia de Mendoza             | 4     |
| Provincia de Córdoba             | 4     |
| Provincia de Corrientes          | 3     |
| Provincia de Tucumán             | 3     |
| Provincia del Chubut             | 3     |
| Uruguay                          | 2     |
| Provincia de Entre Ríos          | 1     |
| Provincia de San Juan            | 1     |
| Provincia de Santiago del Estero | 1     |

## Fase de grupos

### Zona 1
| Pos. | Equipos      | Partidos | Partidos | Partidos | Tantos | Tantos | Tantos | Pts. |
| Pos. | Equipos      | G        | E        | P        | PF     | PC     | DP     | Pts. |
| ---- | ------------ | -------- | -------- | -------- | ------ | ------ | ------ | ---- |
| 1.°  | Tucumán RC   | 2        | 0        | 1        | 126    | 103    | +23    | 12   |
| 2.°  | Aranduroga   | 2        | 0        | 1        | 93     | 78     | +15    | 11   |
| 3.°  | San Patricio | 2        | 0        | 1        | 104    | 96     | +8     | 10   |
| 4.°  | Lince        | 0        | 0        | 3        | 74     | 120    | -46    | 1    |

|  | Clasifica a cuartos de final |

| 19 de septiembre | Aranduroga | 36 - 17 | Lince |                                         |                                         |
|                  |            | Reporte |       | Árbitro(s): Darío Di Giacinti (Rosario) | Árbitro(s): Darío Di Giacinti (Rosario) |

| 19 de septiembre | San Patricio | 45 - 40 | Tucumán RC |                                    |                                    |
|                  |              | Reporte |            | Árbitro(s): Mauro Rivera (Rosario) | Árbitro(s): Mauro Rivera (Rosario) |

| 25 de septiembre | Aranduroga | 30 - 16 | San Patricio |                                        |                                        |
|                  |            | Reporte |              | Árbitro(s): Carlos Cardetti (Misiones) | Árbitro(s): Carlos Cardetti (Misiones) |

| 25 de septiembre | Tucumán RC | 41 - 31 | Lince |                                    |                                    |
|                  |            | Reporte |       | Árbitro(s): Carlos Pinto (Tucumán) | Árbitro(s): Carlos Pinto (Tucumán) |

| 2 de octubre | Lince | 26 - 43 | San Patricio |                                 |                                 |
|              |       | Reporte |              | Árbitro(s): Carlos Díaz (Salta) | Árbitro(s): Carlos Díaz (Salta) |

| 2 de octubre | Tucumán RC | 45 - 27 | Aranduroga |                                 |                                 |
|              |            | Reporte |            | Árbitro(s): Agustín Roby (Cuyo) | Árbitro(s): Agustín Roby (Cuyo) |

### Zona 2
| Pos. | Equipos            | Partidos | Partidos | Partidos | Tantos | Tantos | Tantos | Pts. |
| Pos. | Equipos            | G        | E        | P        | PF     | PC     | DP     | Pts. |
| ---- | ------------------ | -------- | -------- | -------- | ------ | ------ | ------ | ---- |
| 1.°  | Teqüe              | 3        | 0        | 0        | 87     | 26     | +61    | 15   |
| 2.°  | Santa Fe RC        | 2        | 0        | 1        | 128    | 48     | +80    | 10   |
| 3.°  | Universitario (SF) | 1        | 0        | 2        | 39     | 72     | -33    | 4    |
| 4.°  | Peumayén           | 0        | 0        | 3        | 21     | 129    | -108   | 1    |

|  | Clasifica a cuartos de final |

| 18 de septiembre | Peumayén | 13 - 19 | Universitario (SF) |                                     |                                     |
|                  |          | Reporte |                    | Árbitro(s): Darío Escobar (Rosario) | Árbitro(s): Darío Escobar (Rosario) |

| 18 de septiembre | Teqüe | 33 - 13 | Santa Fe RC |                                         |                                         |
|                  |       | Reporte |             | Árbitro(s): Fernando Guerrero (Rosario) | Árbitro(s): Fernando Guerrero (Rosario) |

| 25 de septiembre | Santa Fe RC | 32 - 10 | Universitario (SF) |                                       |                                       |
|                  |             | Reporte |                    | Árbitro(s): Mario Romero (Entre Ríos) | Árbitro(s): Mario Romero (Entre Ríos) |

| 26 de septiembre | Teqüe | 27 - 3  | Peumayén |                                 |                                 |
|                  |       | Reporte |          | Árbitro(s): Javier Ramos (Cuyo) | Árbitro(s): Javier Ramos (Cuyo) |

| 2 de octubre | Santa Fe RC | 83 - 5  | Peumayén |                                       |                                       |
|              |             | Reporte |          | Árbitro(s): Mario Romero (Entre Ríos) | Árbitro(s): Mario Romero (Entre Ríos) |

| 2 de octubre | Universitario (SF) | 10 - 27 | Teqüe |                                      |                                      |
|              |                    | Reporte |       | Árbitro(s): Javier Mancuso (Córdoba) | Árbitro(s): Javier Mancuso (Córdoba) |

### Zona 3
| Pos. | Equipos           | Partidos | Partidos | Partidos | Tantos | Tantos | Tantos | Pts. |
| Pos. | Equipos           | G        | E        | P        | PF     | PC     | DP     | Pts. |
| ---- | ----------------- | -------- | -------- | -------- | ------ | ------ | ------ | ---- |
| 1.°  | Jockey Club (VM)  | 3        | 0        | 0        | 104    | 62     | +42    | 14   |
| 2.°  | Marista           | 2        | 0        | 1        | 111    | 75     | +36    | 11   |
| 3.°  | Universitario (C) | 1        | 0        | 2        | 96     | 105    | -9     | 7    |
| 4.°  | Liceo             | 0        | 0        | 3        | 65     | 134    | -69    | 1    |

|  | Clasifica a cuartos de final |

| 18 de septiembre | Jockey Club (VM) | 28 - 26 | Marista |                                    |                                    |
|                  |                  | Reporte |         | Árbitro(s): Sergio Tizón (Rosario) | Árbitro(s): Sergio Tizón (Rosario) |

| 18 de septiembre | Universitario (C) | 44 - 34 | Liceo |                                    |                                    |
|                  |                   | Reporte |       | Árbitro(s): Omar Alcocer (Tucumán) | Árbitro(s): Omar Alcocer (Tucumán) |

| 25 de septiembre | Liceo | 24 - 48 | Marista |                                 |                                 |
|                  |       | Reporte |         | Árbitro(s): Agustín Roby (Cuyo) | Árbitro(s): Agustín Roby (Cuyo) |

| 25 de septiembre | Universitario (C) | 29 - 34 | Jockey Club (VM) |                                    |                                    |
|                  |                   | Reporte |                  | Árbitro(s): Omar Alcocer (Tucumán) | Árbitro(s): Omar Alcocer (Tucumán) |

| 2 de octubre | Liceo | 7 - 42  | Jockey Club (VM) |                                     |                                     |
|              |       | Reporte |                  | Árbitro(s): Darío Escobar (Rosario) | Árbitro(s): Darío Escobar (Rosario) |

| 2 de octubre | Marista | 37 - 23 | Universitario (C) |                                    |                                    |
|              |         | Reporte |                   | Árbitro(s): Carlos Pinto (Tucumán) | Árbitro(s): Carlos Pinto (Tucumán) |

### Zona 4
| Pos. | Equipos         | Partidos | Partidos | Partidos | Tantos | Tantos | Tantos | Pts. |
| Pos. | Equipos         | G        | E        | P        | PF     | PC     | DP     | Pts. |
| ---- | --------------- | -------- | -------- | -------- | ------ | ------ | ------ | ---- |
| 1.°  | Old Lions       | 2        | 1        | 0        | 89     | 65     | +24    | 12   |
| 2.°  | Jockey Club (C) | 2        | 1        | 0        | 93     | 22     | +71    | 11   |
| 3.°  | Córdoba RC      | 1        | 0        | 2        | 82     | 49     | +33    | 8    |
| 4.°  | UNSJ            | 0        | 0        | 3        | 36     | 164    | -128   | 0    |

|  | Clasifica a cuartos de final |

| 18 de septiembre | Old Lions | 16 - 16 | Jockey Club (C) |                                 |                                 |
|                  |           | Reporte |                 | Árbitro(s): Carlos Díaz (Salta) | Árbitro(s): Carlos Díaz (Salta) |

| 19 de septiembre | UNSJ | 10 - 53 | Córdoba RC |                                 |                                 |
|                  |      | Reporte |            | Árbitro(s): Agustín Roby (Cuyo) | Árbitro(s): Agustín Roby (Cuyo) |

| 25 de septiembre | Córdoba RC | 3 - 9   | Jockey Club (C) |                                      |                                      |
|                  |            | Reporte |                 | Árbitro(s): Javier Mancuso (Córdoba) | Árbitro(s): Javier Mancuso (Córdoba) |

| 25 de septiembre | UNSJ | 23 - 43 | Old Lions |                                      |                                      |
|                  |      | Reporte |           | Árbitro(s): César Dalla Torre (Cuyo) | Árbitro(s): César Dalla Torre (Cuyo) |

| 2 de octubre | Córdoba RC | 26 - 30 | Old Lions |                                      |                                      |
|              |            | Reporte |           | Árbitro(s): Jorge Caino (Entre Ríos) | Árbitro(s): Jorge Caino (Entre Ríos) |

| 2 de octubre | Jockey Club (C) | 68 - 3  | UNSJ |                                    |                                    |
|              |                 | Reporte |      | Árbitro(s): Mauro Rivera (Rosario) | Árbitro(s): Mauro Rivera (Rosario) |

### Zona 5
| Pos. | Equipos             | Partidos | Partidos | Partidos | Tantos | Tantos | Tantos | Pts. |
| Pos. | Equipos             | G        | E        | P        | PF     | PC     | DP     | Pts. |
| ---- | ------------------- | -------- | -------- | -------- | ------ | ------ | ------ | ---- |
| 1.°  | Tucumán Lawn Tennis | 3        | 0        | 0        | 120    | 30     | +90    | 14   |
| 2.°  | Los Caranchos       | 2        | 0        | 1        | 54     | 87     | -33    | 9    |
| 3.°  | Taragüy             | 1        | 0        | 2        | 53     | 60     | -7     | 5    |
| 4.°  | Provincial          | 0        | 0        | 3        | 37     | 87     | -50    | 0    |

|  | Clasifica a cuartos de final |

| 18 de septiembre | Tucumán Lawn Tennis | 55 - 5  | Los Caranchos | La Caldera del Parque, San Miguel de Tucumán |                                 |
|                  |                     | Reporte |               | Árbitro(s): Javier Ramos (Cuyo)              | Árbitro(s): Javier Ramos (Cuyo) |

| 19 de septiembre | Taragüy | 22 - 11 | Provincial |                                    |                                    |
|                  |         | Reporte |            | Árbitro(s): Agustín Auad (Tucumán) | Árbitro(s): Agustín Auad (Tucumán) |

| 25 de septiembre | Provincial | 15 - 29 | Los Caranchos |                                      |                                      |
|                  |            | Reporte |               | Árbitro(s): Jorge Caíno (Entre Ríos) | Árbitro(s): Jorge Caíno (Entre Ríos) |

| 25 de septiembre | Taragüy | 14 - 29 | Tucumán Lawn Tennis |                                            |                                            |
|                  |         | Reporte |                     | Árbitro(s): Federico Cuesta (Buenos Aires) | Árbitro(s): Federico Cuesta (Buenos Aires) |

| 2 de octubre | Provincial | 11 - 36 | Tucumán Lawn Tennis |                                        |                                        |
|              |            | Reporte |                     | Árbitro(s): Santiago Slinger (Uruguay) | Árbitro(s): Santiago Slinger (Uruguay) |

| 2 de octubre | Los Caranchos | 20 - 17 | Taragüy |                                            |                                            |
|              |               | Reporte |         | Árbitro(s): Víctor Rabuffetti (Entre Ríos) | Árbitro(s): Víctor Rabuffetti (Entre Ríos) |

### Zona 6
| Pos. | Equipos           | Partidos | Partidos | Partidos | Tantos | Tantos | Tantos | Pts. |
| Pos. | Equipos           | G        | E        | P        | PF     | PC     | DP     | Pts. |
| ---- | ----------------- | -------- | -------- | -------- | ------ | ------ | ------ | ---- |
| 1.°  | Carrasco Polo     | 3        | 0        | 0        | 103    | 31     | +72    | 15   |
| 2.°  | Old Christians    | 1        | 0        | 2        | 84     | 82     | +2     | 7    |
| 3.°  | Comercial         | 1        | 0        | 2        | 67     | 106    | -39    | 5    |
| 4.°  | Jockey Club (MDP) | 1        | 0        | 2        | 51     | 86     | -35    | 5    |

|  | Clasifica a cuartos de final |

| 18 de septiembre | Carrasco Polo | 27 - 12 | Old Christians |                                       |                                       |
|                  |               | Reporte |                | Árbitro(s): Eduardo Blengio (Uruguay) | Árbitro(s): Eduardo Blengio (Uruguay) |

| 18 de septiembre | Jockey Club (MDP) | 16 - 28 | Comercial |                                            |                                            |
|                  |                   | Reporte |           | Árbitro(s): Federico Cuesta (Buenos Aires) | Árbitro(s): Federico Cuesta (Buenos Aires) |

| 25 de septiembre | Carrasco Polo | 28 - 0  | Jockey Club (MDP) |                                   |                                   |
|                  |               | Reporte |                   | Árbitro(s): Diego Young (Uruguay) | Árbitro(s): Diego Young (Uruguay) |

| 25 de septiembre | Old Christians | 42 - 20 | Comercial |                                        |                                        |
|                  |                | Reporte |           | Árbitro(s): Santiago Slinger (Uruguay) | Árbitro(s): Santiago Slinger (Uruguay) |

| 2 de octubre | Comercial | 19 - 48 | Carrasco Polo |                                 |                                 |
|              |           | Reporte |               | Árbitro(s): Alberto Cohen (Sur) | Árbitro(s): Alberto Cohen (Sur) |

| 2 de octubre | Jockey Club (MDP) | 35 - 30 | Old Christians |                                 |                                 |
|              |                   | Reporte |                | Árbitro(s): Carlos Vigier (Sur) | Árbitro(s): Carlos Vigier (Sur) |

### Zona 7
| Pos. | Equipos               | Partidos | Partidos | Partidos | Tantos | Tantos | Tantos | Pts. |
| Pos. | Equipos               | G        | E        | P        | PF     | PC     | DP     | Pts. |
| ---- | --------------------- | -------- | -------- | -------- | ------ | ------ | ------ | ---- |
| 1.°  | Mar del Plata Club    | 3        | 0        | 0        | 72     | 39     | +33    | 13   |
| 2.°  | CRAI                  | 2        | 0        | 1        | 103    | 52     | +51    | 12   |
| 3.°  | El Nacional           | 1        | 0        | 2        | 42     | 92     | -50    | 2    |
| 4.°  | Estudiantes de Paraná | 0        | 0        | 3        | 33     | 67     | -34    | 2    |

|  | Clasifica a cuartos de final |

| 18 de septiembre | El Nacional | 21 - 15 | Estudiantes de Paraná |                                        |                                        |
|                  |             | Reporte |                       | Árbitro(s): Raúl Sauro (Mar del Plata) | Árbitro(s): Raúl Sauro (Mar del Plata) |

| 18 de septiembre | Mar del Plata Club | 28 - 24 | CRAI |                                 |                                 |
|                  |                    | Reporte |      | Árbitro(s): Alberto Cohen (Sur) | Árbitro(s): Alberto Cohen (Sur) |

| 25 de septiembre | CRAI | 29 - 6  | Estudiantes de Paraná |                                    |                                    |
|                  |      | Reporte |                       | Árbitro(s): Mauro Rivera (Rosario) | Árbitro(s): Mauro Rivera (Rosario) |

| 25 de septiembre | Mar del Plata Club | 27 - 3  | El Nacional |                                              |                                              |
|                  |                    | Reporte |             | Árbitro(s): Fernando Curuchet (Buenos Aires) | Árbitro(s): Fernando Curuchet (Buenos Aires) |

| 2 de octubre | CRAI | 50 - 18 | El Nacional |                                     |                                     |
|              |      | Reporte |             | Árbitro(s): Pablo Humeres (Córdoba) | Árbitro(s): Pablo Humeres (Córdoba) |

| 2 de octubre | Estudiantes de Paraná | 12 - 17 | Mar del Plata Club |                                |                                |
|              |                       | Reporte |                    | Árbitro(s): Morales (Nordeste) | Árbitro(s): Morales (Nordeste) |

### Zona 8
| Pos. | Equipos           | Partidos | Partidos | Partidos | Tantos | Tantos | Tantos | Pts. |
| Pos. | Equipos           | G        | E        | P        | PF     | PC     | DP     | Pts. |
| ---- | ----------------- | -------- | -------- | -------- | ------ | ------ | ------ | ---- |
| 1.°  | Sociedad Sportiva | 3        | 0        | 0        | 113    | 64     | +49    | 15   |
| 2.°  | Patoruzú          | 2        | 0        | 1        | 72     | 58     | +14    | 8    |
| 3.°  | Comodoro RC       | 1        | 0        | 2        | 54     | 110    | -56    | 6    |
| 4.°  | Trelew RC         | 0        | 0        | 3        | 53     | 60     | -7     | 2    |

|  | Clasifica a cuartos de final |

| 19 de septiembre | Patoruzú | 39 - 10 | Comodoro RC |                                 |                                 |
|                  |          | Reporte |             | Árbitro(s): Carlos Vigier (Sur) | Árbitro(s): Carlos Vigier (Sur) |

| 19 de septiembre | Sociedad Sportiva | 25 - 22 | Trelew RC |                                     |                                     |
|                  |                   | Reporte |           | Árbitro(s): Daniel Araque (Austral) | Árbitro(s): Daniel Araque (Austral) |

| 26 de septiembre | Sociedad Sportiva | 34 - 18 | Patoruzú |                                        |                                        |
|                  |                   | Reporte |          | Árbitro(s): Raúl Sauro (Mar del Plata) | Árbitro(s): Raúl Sauro (Mar del Plata) |

| 26 de septiembre | Trelew RC | 17 - 20 | Comodoro RC |                                      |                                      |
|                  |           | Reporte |             | Árbitro(s): Iván Guerra (Alto Valle) | Árbitro(s): Iván Guerra (Alto Valle) |

| 2 de octubre | Comodoro RC | 24 - 54 | Sociedad Sportiva |                                               |                                               |
|              |             | Reporte |                   | Árbitro(s): Sebastián Pinilla (Mar del Plata) | Árbitro(s): Sebastián Pinilla (Mar del Plata) |

| 2 de octubre | Patoruzú | 15 - 14 | Trelew RC |                                     |                                     |
|              |          | Reporte |           | Árbitro(s): Daniel Araque (Austral) | Árbitro(s): Daniel Araque (Austral) |

## Fase final

### Cuadro de desarrollo
|  | Cuartos de final    | Cuartos de final  |                     |                     | Semifinales        | Semifinales        |  |                  | Final         | Final         |  |
|  | 9 y 10 de octubre   | 9 y 10 de octubre |                     |                     | 15 y 16 de octubre | 15 y 16 de octubre |  |                  | 24 de octubre | 24 de octubre |  |
|  |                     |                   |                     |                     |                    |                    |  |                  |               |               |  |
|  |                     |                   |                     |                     |                    |                    |  |                  |               |               |  |
|  | Mar del Plata Club  | 28                |                     |                     |                    |                    |  |                  |               |               |  |
|  | Mar del Plata Club  | 28                |                     |                     |                    |                    |  |                  |               |               |  |
|  | Sociedad Sportiva   | 13                |                     |                     |                    |                    |  |                  |               |               |  |
|  | Sociedad Sportiva   | 13                |                     | Mar del Plata Club  | 12                 |                    |  |                  |               |               |  |
|  |                     |                   |                     | Mar del Plata Club  | 12                 |                    |  |                  |               |               |  |
|  |                     |                   | Jockey Club (VM)    | 27                  |                    |                    |  |                  |               |               |  |
|  | Jockey Club (VM)    | 50                | Jockey Club (VM)    | 27                  |                    |                    |  |                  |               |               |  |
|  | Jockey Club (VM)    | 50                |                     |                     |                    |                    |  |                  |               |               |  |
|  | Old Lions           | 20                |                     |                     |                    |                    |  |                  |               |               |  |
|  | Old Lions           | 20                |                     |                     |                    |                    |  | Jockey Club (VM) | 13            |               |  |
|  |                     |                   |                     |                     |                    |                    |  | Jockey Club (VM) | 13            |               |  |
|  |                     |                   | Tucumán Lawn Tennis | 16                  |                    |                    |  |                  |               |               |  |
|  | Tucumán Lawn Tennis | 25                | Tucumán Lawn Tennis | 16                  |                    |                    |  |                  |               |               |  |
|  | Tucumán Lawn Tennis | 25                |                     |                     |                    |                    |  |                  |               |               |  |
|  | Carrasco Polo       | 13                |                     |                     |                    |                    |  |                  |               |               |  |
|  | Carrasco Polo       | 13                |                     | Tucumán Lawn Tennis | 50                 |                    |  |                  |               |               |  |
|  |                     |                   |                     | Tucumán Lawn Tennis | 50                 |                    |  |                  |               |               |  |
|  |                     |                   | Tucumán RC          | 7                   |                    |                    |  |                  |               |               |  |
|  | Tucumán RC          | 27                | Tucumán RC          | 7                   |                    |                    |  |                  |               |               |  |
|  | Tucumán RC          | 27                |                     |                     |                    |                    |  |                  |               |               |  |
|  | Teqüe               | 26                |                     |                     |                    |                    |  |                  |               |               |  |
|  | Teqüe               | 26                |                     |                     |                    |                    |  |                  |               |               |  |
|  |                     |                   |                     |                     |                    |                    |  |                  |               |               |  |

### Cuartos de final
| 9 de octubre | Mar del Plata Club | 28 - 13 | Sociedad Sportiva |                                    |                                    |
|              |                    | Reporte |                   | Árbitro(s): Mauro Rivera (Rosario) | Árbitro(s): Mauro Rivera (Rosario) |

| 9 de octubre | Jockey Club (VM) | 50 - 20 | Old Lions |                                        |                                        |
|              |                  | Reporte |           | Árbitro(s): Raúl Sauro (Mar del Plata) | Árbitro(s): Raúl Sauro (Mar del Plata) |

| 10 de octubre | Tucumán Lawn Tennis | 25 - 13 | Carrasco Polo |                                 |                                 |
|               |                     | Reporte |               | Árbitro(s): Agustín Roby (Cuyo) | Árbitro(s): Agustín Roby (Cuyo) |

| 10 de octubre | Tucumán RC | 27 - 26 | Teqüe |                                         |                                         |
|               |            | Reporte |       | Árbitro(s): Marcelo Domínguez (Córdoba) | Árbitro(s): Marcelo Domínguez (Córdoba) |

### Semifinales
| 16 de octubre | Mar del Plata Club | 12 - 27 | Jockey Club (VM) |                                           |                                           |
|               |                    | Reporte |                  | Árbitro(s): Víctor Rabuffeti (Entre Ríos) | Árbitro(s): Víctor Rabuffeti (Entre Ríos) |

| 15 de octubre | Tucumán Lawn Tennis | 50 - 7  | Tucumán RC |  |  |
|               |                     | Reporte |            |  |  |

### Final
| 24 de octubre | Jockey Club (VM) | 13 - 16 | Tucumán Lawn Tennis |                                 |                                 |
|               |                  | Reporte |                     | Árbitro(s): Javier Ramos (Cuyo) | Árbitro(s): Javier Ramos (Cuyo) |

| Bandera de la Provincia de Tucumán |
| Tucumán Lawn Tennis Club Campeón   |
| Primer título                      |
|                                    |